# Праджняптівада
Праджняптівада (палі Prajñaptivāda, дос. «вчення про позначення») — це школа стародавнього буддизму, що походить від гілки Кауккутіка, яка своєю чергою походить від традиції Махасамґіка. Вона з'явилася приблизно в другому столітті нашої ери. Ця школа наголошувала на різниці між сприйнятою реальністю та дійсністю.